# Zbigniew Bielewicz
Zbigniew Franciszek Bielewicz (ur. 24 lipca 1950 w Mogilnie) – generał dywizji pilot inżynier Sił Zbrojnych Rzeczypospolitej Polskiej.

## Życiorys
Zbigniew Franciszek Bielewicz urodził się 24 lipca 1950 roku w Mogilnie. W latach 1969–1973 był podchorążym Wyższej Oficerskiej Szkoły Lotniczej im. Jana Krasickiego w Dęblinie. Po ukończeniu szkoły oficerskiej i promocji na stopień podporucznika został przydzielony do 58 Lotniczego Pułku Szkolno-Bojowego w Dęblinie i wyznaczony na stanowisko pilota-instruktora. Z Dęblinem i 58. Pułkiem związał się na kolejnych czternaście lat służby. Zajmował w nim kolejno stanowiska: starszego pilota-instruktora (od 17 stycznia 1974 roku), dowódcy klucza lotniczego (od stycznia 1977 roku), szefa strzelania powietrznego eskadry lotniczej (od września 1977 roku), zastępcy dowódcy eskadry (od września 1980 roku), dowódcy eskadry lotniczej (od sierpnia 1984 roku) i w końcu szefa sztabu-zastępcy dowódcy pułku (od czerwca 1985 roku).
W międzyczasie ukończył zaocznie Wydział Pedagogiczny Uniwersytetu Marii Curie-Skłodowskiej w Lublinie (1979) i stacjonarne studia w Akademii Sztabu Generalnego w Rembertowie w latach 1981-1984.
W styczniu 1987 roku został wyznaczony na stanowisko zastępcy dowódcy do spraw liniowych 38 Lotniczego Pułku Szkolno-Bojowego w Modlinie, a w grudniu 1987 roku zastępcy dowódcy do spraw liniowych 2 Pułku Lotnictwa Myśliwskiego „Kraków” w Goleniowie. W dniu 19 lutego 1989 roku objął dowództwo 26 Pułku Lotnictwa Myśliwskiego OPK w Zegrzu Pomorskim, który w tym samym roku został przemianowany na 9 Pułk Lotnictwa Myśliwskiego. Obowiązki dowódcy pułku przekazał 7 sierpnia 1991 roku.
Następnie pełnił służbę w Dowództwie 2 Korpusu Obrony Powietrznej w Bydgoszczy na stanowisku szefa Wydziału Szkolenia Oddziału Wojsk Lotniczych. W grudniu 1992 roku został zastępcą szefa Oddziału Wojsk Lotniczych 2 KOP. W okresie od stycznia 1996 do lipca 1997 roku był słuchaczem Podyplomowych Studiów Operacyjno-Strategicznych w Akademii Obrony Narodowej w Rembertowie. Po ukończeniu studiów podyplomowych został szefem Oddziału Wojsk Lotniczych 2 Korpusu Obrony Powietrznej w Bydgoszczy. 15 listopada 2000 roku został szefem Wojsk Lotniczych-zastępcą szefa szkolenia Dowództwa Wojsk Lotniczych i Obrony Powietrznej w Warszawie.
26 czerwca 2001 roku został wyznaczony na stanowisko dowódcy 2 Korpusu Obrony Powietrznej w Bydgoszczy. 15 sierpnia 2001 roku Prezydent RP Aleksander Kwaśniewski mianował go na stopień generała brygady. W listopadzie 2003 roku został szefem szkolenia Wojsk Lotniczych i Obrony Powietrznej, a od 1 lipca 2004 roku szefem szkolenia Sił Powietrznych w Warszawie. 15 sierpnia 2005 roku Prezydent RP Aleksander Kwaśniewski mianował go na stopień generała dywizji. Z dniem 31 stycznia 2009 roku został zwolniony z zawodowej służby wojskowej i przeniesiony do rezerwy.

## Ordery i odznaczenia
- Krzyż Oficerski Orderu Odrodzenia Polski - 6 sierpnia 2001[3]
- Krzyż Kawalerski Orderu Odrodzenia Polski - 1994
- Złoty Krzyż Zasługi - 1985